# WEPLAY Music

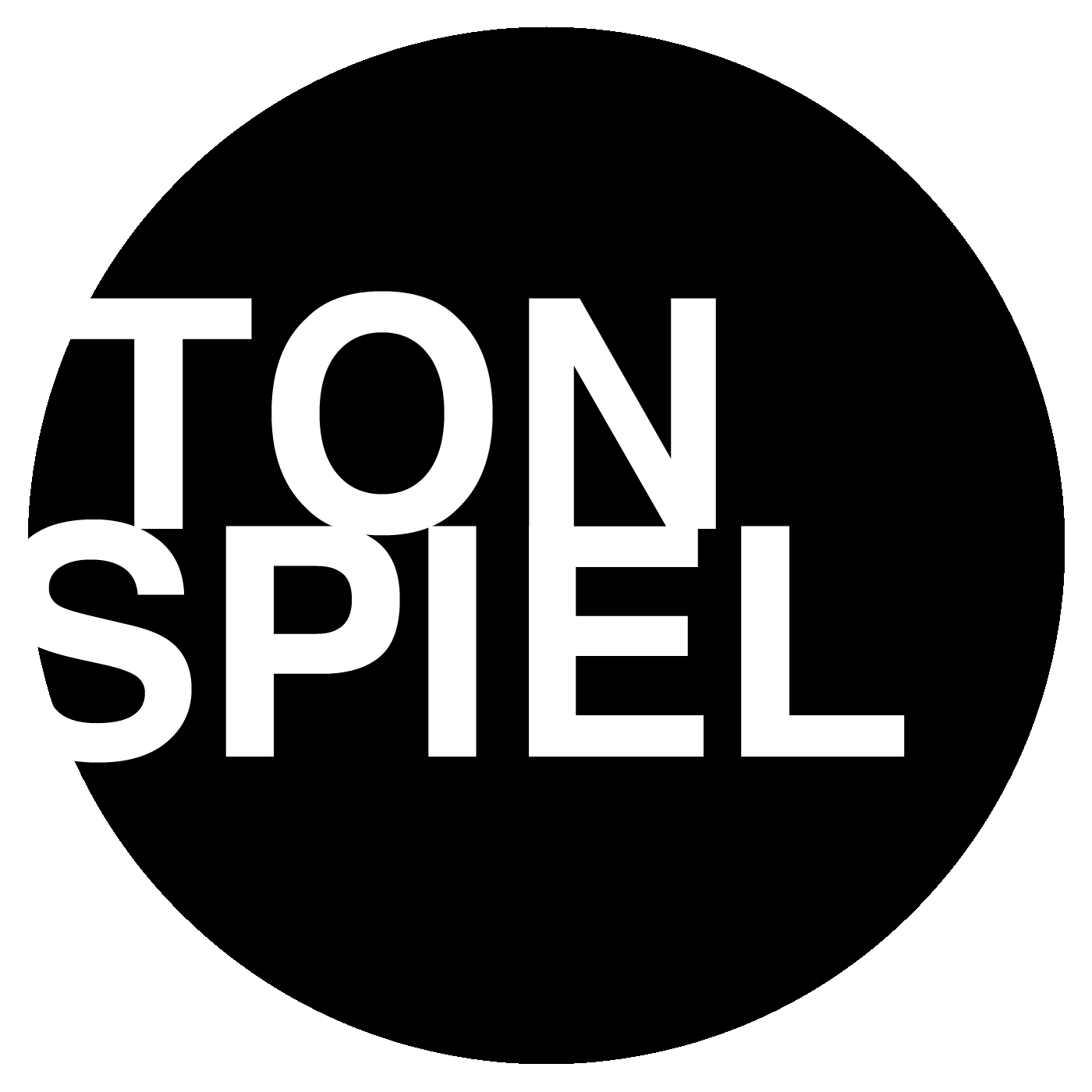
TONSPIEL Logo

WEPLAY Music ist ein deutsches Musiklabel aus Köln, das seit Juli 2008 Musik und Künstler aus dem Bereich elektronische Musik vermarktet und betreut. Bekanntester Künstler des Labels war von 2014 bis 2017 Robin Schulz.

## Geschichte
Der Medienunternehmer Elmar Braun, ist Gründer und Geschäftsführer der WePlay Music And Management GmbH & Co. KG.
Erster Vertragsabschluss nach der Gründung war Bob Sinclar & Axwell feat. Ron Carroll „What A Wonderful World“, an dem WEPLAY die Rechte für den DACH-Raum erlangen konnte, es folgte der erste Vertrag mit Kohlbecker & Eilmes und dem Song Tabasco.
Kurz darauf konnte WEPLAY eine Partnerschaft mit den Labels Axtone von Axwell, Size von Steve Angello und Refune von Sebastian Ingrosso schließen. Danach kam es zum Zusammenschluss dieser drei schwedischen DJS und Produzenten zum Projekt Swedish House Mafia. 2009 wurde Leave the World Behind veröffentlicht, die erste gemeinsame Produktion drei DJ’s, allerdings noch nicht unter dem Namen Swedish House Mafia.
Es folgten Verträge mit Norman Doray, Stafford Brothers, Tommy Trash, Laidback Luke und DBN.
2013 nahm WEPLAY das französische Duo Faul & Wad Ad unter Vertrag und veröffentlichte mit Changes einen Dance-Hit. In Deutschland stieg die Single von 0 auf Platz eins der Singlecharts und erhielt eine Goldene Schallplatte für 150.000 verkaufte Exemplare. In vielen anderen europäischen Länder erlangte der Song Top-10-Platzierungen. Changes war eine der ersten kommerziell erfolgreichen Deephouse-Titel des neu ins Leben gerufenen Sublabel TONSPIEL.
Ein paar Monate später nahm WEPLAY mit Robin Schulz einen DJ unter Vertrag, der gerade den Hit Waves von Mr Probz geremixed hatte. Lillie Wood & The Prick veröffentlichte Prayer in C mit WEPLAY Music und Zusammenarbeit mit der Warner Music Group. Das Ergebnis wurde erneut ein Nummer 1 Hit in den deutschen Singlecharts. Nicht nur in Europa wurde Prayer In C zum Nummer 1 Hit im Sommer 2014 (u. a. Platz eins in Deutschland, Österreich, Schweiz, Großbritannien), sondern auch im Ausland. In Amerika eroberte der Track zwar nicht Platz eins, wurde aber trotzdem eine der wenigen deutschen Nummern, die es hoch in die Charts schafften – auf Platz 23 der offiziellen Billboard-Charts 2014. Bis heute ist Prayer In C als Robin Schulz Remix der im Ausland erfolgreichste Track, der jemals in Deutschland produziert wurde. In Deutschland konnte der Song sich insgesamt fünf Wochen an der Chartspitze, 17 Wochen in den Top 10 und 59 Wochen in den Charts platzieren. Im April 2020 erhielt Prayer in C (Robin Schulz Remix) eine Diamantene Schallplatte für über eine Million verkaufte Exemplare in Deutschland, damit zählt das Stück zu einer der meistverkauften Singles des Landes.
Es folgte im Sommer 2014 ein weltweiter Joint Venture Deal mit der Warner Music Group. Fortan wurden Künstler wie Robin Schulz (mit weiteren Hits wie Sugar, Show Me Love, Sun Goes Down), Hugel, DJ Katch und viele mehr in Zusammenarbeit Warner Music veröffentlicht. WEPLAY fungierte bei Robin Schulz von Beginn seiner Karriere nicht nur als Label, sondern auch als Management.
Im Frühjahr 2017 verließen Dabruck und Klein das Label und machten sich selbstständig. Die neue Firma betreut seitdem Robin Schulz im Management. Über WEPLAY als Label wurde dann das dritte Album Uncovered veröffentlicht, danach wechselte Robin Schulz zu Warner Music. Die letzten gemeinsamen Erfolge waren die Singles Shed a Light (mit David Guetta & Cheat Codes, Veröffentlichung 25.11.2016), OK (mit James Blunt, Veröffentlichung 19.5.2017), I Believe I’m Fine (mit Hugel, Veröffentlichung 8.9.2017) und Unforgettable (Veröffentlichung 22.12.2017), die allesamt Goldstatus in mehreren Ländern inklusive Deutschland erreichten.
In der Folgezeit wurden Veröffentlichungen von Acts wie Teddy Cream, Calmani&Grey, Darius&Finlay, Avaro oder auch den Disco Boys zu Club-Erfolgen.
Seit 2017 fungiert als Head of A&R Mikio Gruschinske, der seit den späten neunziger Jahren tief in der internationalen Dance-Szene verwurzelt ist, nicht zuletzt als Teil des DJ-Duos Plastik Funk.
Mit Michael Moor holte Geschäftsführer und alleiniger Inhaber Elmar Braun einen neuen General Manager, der seit 2019 das Tagesgeschäft von WEPLAY führt. Mit HauteCouture Records installierte WEPLAY 2019 ein Hip-Hop/Deutschrap Label im Vertrieb der Universal Music Group.
Die Labels WEPLAY und TONSPIEL werden seit Ende des Joint Ventures mit Warner Music über Kontor New Media vertrieben.

## Künstler (Auswahl)

### Aktive Künstler
- Calmani & Grey
- Carisman
- Daisy Kilbourne
- David Puentez
- DJ LBR
- DBN (Band)
- Domzi
- Faul & Wad
- Gotta
- Kevin Courtois
- Laidback Luke
- Laserkraft 3D
- Micha Moor
- Mikimoto
- SAINT NOIS
- Shapov
- The Disco Boys
- Tocadisco
- Trillogee

### Ehemalige Künstler
- Robin Schulz (2014 bis 2017)
- Axwell
- DJ Katch
- Nicky Romero
- Hugel
- Sebastian Ingrosso
- TV Rock

## Diskografie (Auswahl)
- Steve Angello & Sebastian Ingrosso, Partouze, 2008
- Steve Angello, The Yearbook (Album), 2010
- Lilly Wood & The Prick and Robin Schulz, Prayer in C (Robin Schulz Remix), 2014
- Robin Schulz, Sugar (Album), 2015
- Laserkraft 3D, Egal wohin, 2016
- Axwell, Barricade, 2016
- FAUL & WAD vs Avalanche City, I Need You, 2017